# 1828
Il 1828 (MDCCCXXVIII in numeri romani) è un anno bisestile del XIX secolo.

## Eventi
- 17 gennaio – Il prete torinese Giuseppe Benedetto Cottolengo apre la Piccola casa della Divina Provvidenza.
- 21 febbraio – Trattato di Turkmenchay: A conclusione della Guerra russo-persiana scoppiata nel 1826, la Persia fu obbligata a firmare il trattato con la Russia, non avendo più alternative dopo la disfatta di Abbas Mirza.
- Giugno – A seguito della decisione del sultano Mahmud II di chiudere gli stretti dei Dardanelli (revocando la Convenzione di Akkerman) come ritorsione per la partecipazione dell'Impero russo alla guerra d'indipendenza greca, l'esercito russo diede il via all'avanzata sul Caucaso, scatenando una nuova Guerra russo-turca.
- 28 giugno – Esordio dei moti del Cilento organizzati dalla società segreta dei Filadelfi per ottenere la Costituzione nel Regno delle Due Sicilie.
- 7 luglio – Il capo della gendarmeria delle Due Sicilie Francesco Saverio del Carretto, nell'ambito della repressione dei moti del Cilento, distrugge a cannonate il villaggio di Bosco.
- Friedrich Wöhler sintetizza per la prima volta un composto organico, l'urea, a partire da composti minerali.
- 31 dicembre – A Torino, capitale del Regno di Sardegna, viene costituita la "Società Reale Assicurazione Generale e Mutua Contro gli Incendi" oggi Reale Mutua. La più antica compagnia di assicurazioni italiana.

## Nati
Ci sono circa 370 voci su persone nate nel 1828; vedi la pagina Nati nel 1828 per un elenco descrittivo o la categoria Nati nel 1828 per un indice alfabetico.

## Morti

### Gennaio
- 3 gennaio - Hamengkubuwono II, sovrano indonesiano (n. 1750)
- 5 gennaio - Kobayashi Issa, poeta e pittore giapponese (n. 1763)
- 7 gennaio - Samuel Elisée von Bridel-Brideri, botanico svizzero (n. 1761)
- 10 gennaio - Nicolas-Louis François de Neufchâteau, politico, poeta e nobile francese (n. 1750)
- 10 gennaio - Adèle de Batz de Trenquelléon, religiosa francese (n. 1789)
- 13 gennaio - Elizabeth Craven, scrittrice e commediografa britannica (n. 1750)
- 16 gennaio - Claire de Duras, scrittrice francese (n. 1777)
- 16 gennaio - Johann Samuel Ersch, bibliografo e bibliotecario tedesco (n. 1766)
- 21 gennaio - Luís Teles da Silva Caminha e Meneses, militare e politico portoghese (n. 1775)
- 23 gennaio - Giuseppe Quaglio, pittore e scenografo italiano (n. 1747)
- 23 gennaio - Mary Randolph, scrittrice statunitense (n. 1762)
- 25 gennaio - Giuseppe Maria Capodieci, presbitero e archeologo italiano (n. 1749)
- 26 gennaio - Caroline Lamb, nobildonna e scrittrice britannica (n. 1785)
- 27 gennaio - Jacob Pleydell-Bouverie, II conte di Radnor, nobile e ufficiale inglese (n. 1750)
- 29 gennaio - Joseph Léopold Sigisbert Hugo, generale e scrittore francese (n. 1773)
- 29 gennaio - Ambrose Maréchal, religioso e arcivescovo cattolico francese (n. 1768)
- 31 gennaio - Alessandro Ypsilanti, patriota greco (n. 1792)

### Febbraio
- 3 febbraio - Richard Strachan, VI baronetto, ammiraglio britannico (n. 1760)
- 6 febbraio - Francesco Serlupi Crescenzi, cardinale italiano (n. 1755)
- 7 febbraio - Aron Fernando, saggista e traduttore italiano (n. 1761)
- 7 febbraio - Henri-François Riesener, pittore francese (n. 1767)
- 11 febbraio - DeWitt Clinton, politico statunitense (n. 1769)
- 12 febbraio - Clemens August Theodor Josef von Nagel zur Loburg, militare, diplomatico e nobile tedesco (n. 1748)
- 12 febbraio - Victor dell'Aveyron,  francese
- 13 febbraio - Francisco Salvà i Campillo, fisico e medico spagnolo (n. 1751)
- 13 febbraio - Disma Ugolini, compositore italiano (n. 1755)
- 17 febbraio - Heinrich Gottlieb Tzschirner, teologo tedesco (n. 1778)
- 18 febbraio - Immanuel Gottlieb Huschke, filologo classico tedesco (n. 1761)
- 23 febbraio - Mihály Fazekas, scrittore ungherese (n. 1766)
- 24 febbraio - Jacob Brown, generale statunitense (n. 1775)
- 25 febbraio - Domenico Lentini, presbitero italiano (n. 1770)
- 25 febbraio - Costantino di Salm-Salm, nobile (n. 1762)
- 27 febbraio - Nicolò Visconti Venosta, nobile e politico italiano (n. 1752)
- 28 febbraio - Johann Gottfried Klinsky, architetto e scultore tedesco (n. 1765)

### Marzo
- 4 marzo - Vincenzo Berni degli Antoni, avvocato e scrittore italiano (n. 1747)
- 4 marzo - Erik Sjöberg, poeta svedese (n. 1794)
- 6 marzo - Domenico Feudale, vescovo cattolico e teologo italiano (n. 1750)
- 7 marzo - Charlotte von Lieven, nobildonna russa (n. 1742)
- 13 marzo - Gaetano Grano, latinista e letterato italiano (n. 1754)
- 17 marzo - Charles Hamilton, VIII conte di Haddington, nobile scozzese (n. 1753)
- 17 marzo - James Edward Smith, entomologo e botanico inglese (n. 1759)
- 22 marzo - Louis Choris, esploratore e pittore ucraino (n. 1787)
- 25 marzo - Astorre Hercolani, V principe Hercolani, militare e politico italiano (n. 1779)
- 29 marzo - William Drummond di Logie Almond, diplomatico, politico e letterato britannico (n. 1770)
- 31 marzo - Ida di Anhalt-Bernburg-Schaumburg-Hoym, nobile (n. 1804)

### Aprile
- 2 aprile - Heinrich Ludwig Lehmann, scrittore tedesco (n. 1754)
- 2 aprile - William Phillips, geologo britannico (n. 1775)
- 5 aprile - Alberto Alemagna, politico italiano (n. 1751)
- 5 aprile - Joseph Hélie Désiré Perruquet de Montrichard, militare francese (n. 1760)
- 7 aprile - Vittoria Peluso, ballerina italiana (n. 1766)
- 11 aprile - Edward Coote Pinkney, poeta, giornalista e marinaio statunitense (n. 1802)
- 12 aprile - Samuel Frederick Gray, botanico britannico (n. 1766)
- 16 aprile - Francisco Goya, pittore e incisore spagnolo (n. 1746)
- 20 aprile - Carlo Francesco Maria Caselli, cardinale e arcivescovo cattolico italiano (n. 1740)
- 22 aprile - Nikolaj Nikitič Demidov, politico e filantropo russo (n. 1773)
- 23 aprile - Tommaso Ronna, vescovo cattolico italiano (n. 1767)
- 25 aprile - François Benoît Hoffmann, drammaturgo e librettista francese (n. 1760)
- 25 aprile - Anton Francesco Menchi, cantastorie e poeta italiano (n. 1762)
- 28 aprile - Pierre-Charles Laurent de Villedeuil, politico e nobile francese (n. 1742)

### Maggio
- 2 maggio - Raymond de Sèze, avvocato francese (n. 1750)
- 8 maggio - Christian August Lorentzen, pittore danese (n. 1749)
- 14 maggio - Etienne-Jean Georget, psichiatra francese (n. 1795)
- 16 maggio - William Congreve, inventore inglese (n. 1772)
- 24 maggio - Charles Compton, I marchese di Northampton, politico inglese (n. 1760)
- 24 maggio - Luisa di Stolberg-Gedern, principessa (n. 1764)
- 25 maggio - John Oxley, esploratore britannico (n. 1785)
- 28 maggio - Anne Seymour Damer, scultrice inglese (n. 1748)
- 29 maggio - Johann Jacob Hess, teologo svizzero (n. 1741)
- 30 maggio - Friedrich Georg Weitsch, pittore tedesco (n. 1758)

### Giugno
- 1º giugno - Frank Abney Hastings, ammiraglio inglese (n. 1794)
- 9 giugno - Dixon Denham, militare e esploratore inglese (n. 1786)
- 11 giugno - Bernardino Bollati, vescovo cattolico italiano (n. 1762)
- 11 giugno - Jacques Alexandre Law de Lauriston, generale francese (n. 1768)
- 11 giugno - Dugald Stewart, filosofo britannico (n. 1753)
- 12 giugno - Adam Elias von Siebold, ginecologo tedesco (n. 1775)
- 14 giugno - Carlo Augusto di Sassonia-Weimar-Eisenach, nobile tedesco (n. 1757)
- 18 giugno - Sextius Alexandre François de Miollis, generale francese (n. 1759)
- 20 giugno - Francesco Chiarenti, politico italiano (n. 1766)
- 20 giugno - Thomas Mann Randolph Junior, politico statunitense (n. 1768)
- 21 giugno - Leandro Fernández de Moratín, poeta, drammaturgo e saggista spagnolo (n. 1760)
- 29 giugno - Antoine-Alexis Cadet de Vaux, chimico, farmacista e agronomo francese (n. 1743)

### Luglio
- 9 luglio - Gilbert Stuart, pittore statunitense (n. 1755)
- 10 luglio - Louis-Augustin Bosc d'Antic, naturalista e agronomo francese (n. 1759)
- 15 luglio - Jean-Antoine Houdon, scultore francese (n. 1741)
- 16 luglio - William Few, politico statunitense (n. 1748)
- 19 luglio - Filippo Antonio Asinari di San Marzano, generale e diplomatico italiano (n. 1767)
- 21 luglio - Charles Manners-Sutton, arcivescovo anglicano britannico (n. 1755)
- 22 luglio - Antonio Calegari, compositore italiano (n. 1757)
- 22 luglio - Maria Domenica Fumasoni Biondi, archeologa italiana (n. 1766)
- 24 luglio - Félix María Calleja del Rey, militare spagnolo (n. 1753)
- 24 luglio - Celeste Coltellini, soprano italiano (n. 1760)
- 25 luglio - Georg Heinrich Weber, botanico e medico tedesco (n. 1752)
- 27 luglio - Radama I, re malgascio (n. 1793)
- 28 luglio - Antonio Maria De Luca, patriota e presbitero italiano (n. 1764)
- 30 luglio - Isaac de Rivaz, politico e inventore francese (n. 1752)
- 30 luglio - Giovanni Francesco Toppia, vescovo cattolico italiano (n. 1754)
- 31 luglio - Arina Rodionovna,  russa (n. 1758)

### Agosto
- 3 agosto - Louis Lafitte, pittore francese (n. 1770)
- 4 agosto - Félix de Avelar Brotero, medico e botanico portoghese (n. 1744)
- 6 agosto - Konstantin von Benckendorff, generale e diplomatico russo (n. 1785)
- 8 agosto - Louis Nicolas Robert, inventore francese (n. 1761)
- 8 agosto - Carl Peter Thunberg, botanico e entomologo svedese (n. 1743)
- 10 agosto - Karl Franz von Lodron, vescovo cattolico austriaco (n. 1748)
- 22 agosto - Franz Joseph Gall, medico tedesco (n. 1758)
- 23 agosto - Franz von Zeiller, giurista austriaco (n. 1751)
- 27 agosto - Eise Eisinga, astronomo olandese (n. 1744)

### Settembre
- 6 settembre - Emanuele Paparo, pittore, architetto e scrittore italiano (n. 1778)
- 12 settembre - Sven Ingemar Ljungh, naturalista svedese (n. 1757)
- 22 settembre - Shaka, sovrano
- 23 settembre - Richard Parkes Bonington, pittore inglese (n. 1802)
- 26 settembre - Dumaniant, attore teatrale, commediografo e direttore teatrale francese (n. 1752)
- 27 settembre - José Miguel de Carvajal-Vargas, ufficiale spagnolo (n. 1771)

### Ottobre
- 1º ottobre - Antonio Cesari, linguista e scrittore italiano (n. 1760)
- 2 ottobre - José Prudencio Padilla, militare colombiano (n. 1784)
- 3 ottobre - George Grey, I baronetto di Fallodon, militare britannico (n. 1767)
- 6 ottobre - Carlotta, principessa reale, regina (n. 1766)
- 11 ottobre - Eliezer Papo, rabbino ottomano (n. 1786)
- 13 ottobre - Vincenzo Monti, poeta, scrittore e traduttore italiano (n. 1754)
- 18 ottobre - Michael von Kienmayer, generale austriaco (n. 1755)
- 21 ottobre - Giuseppe Capocasale, presbitero e filosofo italiano (n. 1754)
- 26 ottobre - Albrecht Thaer, agronomo tedesco (n. 1752)

### Novembre
- 2 novembre - Thomas Pinckney, politico e diplomatico statunitense (n. 1750)
- 3 novembre - Jean Joseph Dessolles, generale e politico francese (n. 1767)
- 5 novembre - Sofia Dorotea di Württemberg, imperatrice (n. 1759)
- 7 novembre - Giuseppe Gherardi, pittore italiano (n. 1756)
- 8 novembre - Thomas Bewick, incisore inglese (n. 1753)
- 10 novembre - Giuseppe Zurlo, giurista e politico italiano (n. 1757)
- 13 novembre - André Joseph Abrial, magistrato e politico francese (n. 1750)
- 13 novembre - Giuseppe Maria Spina, cardinale e arcivescovo cattolico italiano (n. 1756)
- 15 novembre - Amalia di Zweibrücken-Birkenfeld, regina (n. 1752)
- 17 novembre - Francesco Caucig, pittore e disegnatore italiano (n. 1755)
- 18 novembre - Ippolito Pindemonte, poeta, letterato e traduttore italiano (n. 1753)
- 19 novembre - Franz Schubert, compositore austriaco (n. 1797)
- 22 novembre - George Izard, politico e militare statunitense (n. 1776)
- 23 novembre - María Teresa de Borbone-Vallabriga, nobildonna spagnola (n. 1779)

### Dicembre
- 4 dicembre - Robert Banks Jenkinson, II conte di Liverpool, politico inglese (n. 1770)
- 5 dicembre - Francesco Guidobono Cavalchini, cardinale italiano (n. 1755)
- 6 dicembre - William Hoste, militare britannico (n. 1780)
- 11 dicembre - Sineperver Sultan,  ottomana (n. 1760)
- 13 dicembre - Manuel Dorrego, militare e politico argentino (n. 1787)
- 14 dicembre - Marc Guillaume Alexis Vadier, politico e rivoluzionario francese (n. 1736)
- 16 dicembre - Maria Rundell, scrittrice inglese (n. 1745)
- 17 dicembre - Jedediah K. Smith, politico e giurista statunitense (n. 1770)
- 18 dicembre - Joseph Rebell, pittore austriaco (n. 1787)
- 20 dicembre - Christian Gottlieb Kühn, scultore tedesco (n. 1780)
- 22 dicembre - Rachel Jackson, first lady statunitense (n. 1767)
- 22 dicembre - Karl Mack von Leiberich, feldmaresciallo austriaco (n. 1752)
- 22 dicembre - William Hyde Wollaston, chimico e fisico inglese (n. 1766)
- 23 dicembre - François-Étienne Damas, generale francese (n. 1764)
- 27 dicembre - Francesco Salari, compositore italiano (n. 1751)
- 30 dicembre - Waldemar Thrane, direttore d'orchestra e compositore norvegese (n. 1790)
- 31 dicembre - Louis-Benoît Picard, drammaturgo francese (n. 1769)
- 31 dicembre - Alexander Zippelius, botanico olandese (n. 1797)

### Senza giorno specificato
- Ghulam Muhammad Khan, principe indiano (n. 1763)
- Domenico Acclavio, magistrato e politico italiano (n. 1762)
- Andrea Lodovico Adamich, imprenditore e politico austriaco (n. 1766)
- Antoine François Andréossy, generale francese (n. 1761)
- Giuseppe Bardi, presbitero italiano (n. 1747)
- William Billingsley, pittore e imprenditore inglese (n. 1758)
- Robert Blair, astronomo scozzese (n. 1748)
- Barnabé Brisson, matematico francese (n. 1777)
- Frédéric Bérard, medico e filosofo francese (n. 1789)
- Manuel Atanasio Cabañas, militare paraguaiano (n. 1768)
- Giuseppe Cacialli, architetto italiano (n. 1770)
- Luca Cubeddu, poeta e predicatore italiano (n. 1748)
- Simone Elia, architetto italiano (n. 1775)
- Panedigrano, militare italiano (n. 1753)
- Hacı Salih Pascià, politico ottomano
- Girolamo Maffione, teologo e religioso italiano (n. 1755)
- Alberto Mucchiati, pittore italiano (n. 1744)
- August Hermann Niemeyer, pedagogista tedesco (n. 1754)
- Giuseppe Emanuele Ortolani, avvocato e letterato italiano (n. 1758)
- Vincenzo dal Prato, cantante castrato italiano (n. 1756)
- Charles Sylvester, chimico e inventore britannico (n. 1774)
- Francesco Tanadei, scultore e ebanista svizzero (n. 1770)
- Pellegrino Turri, inventore italiano (n. 1765)
- Luigi Valeriani, economista e docente italiano (n. 1758)
- Muhammad Alam, sovrano bruneiano (n. 1762)

## Calendario
| Calendario 1828 | Calendario 1828 | Calendario 1828 | Calendario 1828 | Calendario 1828 | Calendario 1828 | Calendario 1828 | Calendario 1828 | Calendario 1828 | Calendario 1828 | Calendario 1828 | Calendario 1828 | Calendario 1828 | Calendario 1828 | Calendario 1828 | Calendario 1828 | Calendario 1828 | Calendario 1828 | Calendario 1828 | Calendario 1828 | Calendario 1828 | Calendario 1828 | Calendario 1828 | Calendario 1828 | Calendario 1828 | Calendario 1828 | Calendario 1828 | Calendario 1828 | Calendario 1828 | Calendario 1828 | Calendario 1828 | Calendario 1828 | Calendario 1828 |
| --------------- | --------------- | --------------- | --------------- | --------------- | --------------- | --------------- | --------------- | --------------- | --------------- | --------------- | --------------- | --------------- | --------------- | --------------- | --------------- | --------------- | --------------- | --------------- | --------------- | --------------- | --------------- | --------------- | --------------- | --------------- | --------------- | --------------- | --------------- | --------------- | --------------- | --------------- | --------------- | --------------- |
|                 | 1               | 2               | 3               | 4               | 5               | 6               | 7               | 8               | 9               | 10              | 11              | 12              | 13              | 14              | 15              | 16              | 17              | 18              | 19              | 20              | 21              | 22              | 23              | 24              | 25              | 26              | 27              | 28              | 29              | 30              | 31              |                 |
| Gennaio         | Ma              | Me              | Gi              | Ve              | Sa              | Do              | Lu              | Ma              | Me              | Gi              | Ve              | Sa              | Do              | Lu              | Ma              | Me              | Gi              | Ve              | Sa              | Do              | Lu              | Ma              | Me              | Gi              | Ve              | Sa              | Do              | Lu              | Ma              | Me              | Gi              |                 |
| Febbraio        | Ve              | Sa              | Do              | Lu              | Ma              | Me              | Gi              | Ve              | Sa              | Do              | Lu              | Ma              | Me              | Gi              | Ve              | Sa              | Do              | Lu              | Ma              | Me              | Gi              | Ve              | Sa              | Do              | Lu              | Ma              | Me              | Gi              | Ve              |                 |                 |                 |
| Marzo           | Sa              | Do              | Lu              | Ma              | Me              | Gi              | Ve              | Sa              | Do              | Lu              | Ma              | Me              | Gi              | Ve              | Sa              | Do              | Lu              | Ma              | Me              | Gi              | Ve              | Sa              | Do              | Lu              | Ma              | Me              | Gi              | Ve              | Sa              | Do              | Lu              |                 |
| Aprile          | Ma              | Me              | Gi              | Ve              | Sa              | Do              | Lu              | Ma              | Me              | Gi              | Ve              | Sa              | Do              | Lu              | Ma              | Me              | Gi              | Ve              | Sa              | Do              | Lu              | Ma              | Me              | Gi              | Ve              | Sa              | Do              | Lu              | Ma              | Me              |                 |                 |
| Maggio          | Gi              | Ve              | Sa              | Do              | Lu              | Ma              | Me              | Gi              | Ve              | Sa              | Do              | Lu              | Ma              | Me              | Gi              | Ve              | Sa              | Do              | Lu              | Ma              | Me              | Gi              | Ve              | Sa              | Do              | Lu              | Ma              | Me              | Gi              | Ve              | Sa              |                 |
| Giugno          | Do              | Lu              | Ma              | Me              | Gi              | Ve              | Sa              | Do              | Lu              | Ma              | Me              | Gi              | Ve              | Sa              | Do              | Lu              | Ma              | Me              | Gi              | Ve              | Sa              | Do              | Lu              | Ma              | Me              | Gi              | Ve              | Sa              | Do              | Lu              |                 |                 |
| Luglio          | Ma              | Me              | Gi              | Ve              | Sa              | Do              | Lu              | Ma              | Me              | Gi              | Ve              | Sa              | Do              | Lu              | Ma              | Me              | Gi              | Ve              | Sa              | Do              | Lu              | Ma              | Me              | Gi              | Ve              | Sa              | Do              | Lu              | Ma              | Me              | Gi              |                 |
| Agosto          | Ve              | Sa              | Do              | Lu              | Ma              | Me              | Gi              | Ve              | Sa              | Do              | Lu              | Ma              | Me              | Gi              | Ve              | Sa              | Do              | Lu              | Ma              | Me              | Gi              | Ve              | Sa              | Do              | Lu              | Ma              | Me              | Gi              | Ve              | Sa              | Do              |                 |
| Settembre       | Lu              | Ma              | Me              | Gi              | Ve              | Sa              | Do              | Lu              | Ma              | Me              | Gi              | Ve              | Sa              | Do              | Lu              | Ma              | Me              | Gi              | Ve              | Sa              | Do              | Lu              | Ma              | Me              | Gi              | Ve              | Sa              | Do              | Lu              | Ma              |                 |                 |
| Ottobre         | Me              | Gi              | Ve              | Sa              | Do              | Lu              | Ma              | Me              | Gi              | Ve              | Sa              | Do              | Lu              | Ma              | Me              | Gi              | Ve              | Sa              | Do              | Lu              | Ma              | Me              | Gi              | Ve              | Sa              | Do              | Lu              | Ma              | Me              | Gi              | Ve              |                 |
| Novembre        | Sa              | Do              | Lu              | Ma              | Me              | Gi              | Ve              | Sa              | Do              | Lu              | Ma              | Me              | Gi              | Ve              | Sa              | Do              | Lu              | Ma              | Me              | Gi              | Ve              | Sa              | Do              | Lu              | Ma              | Me              | Gi              | Ve              | Sa              | Do              |                 |                 |
| Dicembre        | Lu              | Ma              | Me              | Gi              | Ve              | Sa              | Do              | Lu              | Ma              | Me              | Gi              | Ve              | Sa              | Do              | Lu              | Ma              | Me              | Gi              | Ve              | Sa              | Do              | Lu              | Ma              | Me              | Gi              | Ve              | Sa              | Do              | Lu              | Ma              | Me              |                 |